# Пісня про Гюндлю
Пісня про Гюндлю (давньосканд. Hyndluljóð) — поема зі «Старшої Едди», написана, імовірно, XII століття. Цілком збереглася лише у «Книзі з Плаского острова», але деякі станси цитуються в «Молодшій Едді», узяті, як зазначено, з «Короткого пророкування вьольви».

## Зміст
Богиня Фрейя зустрічая вьольву Гюндлю, вона її будить й разом вони їдуть до Вальгалли. Фрейя їде на своєму кабані Гільдісвіні, а Гюндля — на вовкові. Їх завдання — відшукати походження Оттара, аби він міг вступити у спадщину. Пісня частково складається з переліку пращурів Оттара.